# 레다 (영화)
레다(A double tour)는 이탈리아에서 제작된 끌로드 샤브롤 감독의 1959년 드라마 영화이다. 마델라인 로빈슨 등이 주연으로 출연하였고 레이몬드 하킴 등이 제작에 참여하였다.

## 출연

### 주연
- 마델라인 로빈슨
- 안토넬라 루알디

### 조연
- 쟝 뽈 벨몽도
- 자크 다끄민
- 베르나데트 라퐁
- 마리오 데이빗
- 라스즐로 스자보
- 끌로드 샤브롤

## 제작진
- 원작자: 스탠리 엘린
- 미술: 버나드 에베인
- 미술: 자크 솔니에